# Wnętrze chaty na Polesiu
Wnętrze chaty na Polesiu (Bujak, Śpiące dzieci, Wnętrze chałupy, Wnętrze chaty, Wnętrze chaty poleskiej) – obraz olejny autorstwa Józefa Chełmońskiego, namalowany w 1909 roku.

## Historia
Obraz powstał na podstawie fotografii. Szkice do dzieła zostały wykonane w majątkach Skirmuntów (zob. herb Skirmunt) w Porzeczu i Mołodowie, gdzie artysta przebywał latem 1908 roku. Tworzenie obrazu mógł rozpocząć jeszcze w tym samym roku jesienią (Helena Skirmunt pisała, że pracował nad nim w Porzeczu), pracował nad nim następnie w Kuklówce w lutym 1909 roku (zob. dworek Józefa Chełmońskiego w Kuklówce Zarzecznej). Pisał w liście do córek z 28 lutego 1909 roku: Obrazek śpiących dzieci w chałupie maluję. Dzieło zostało zaprezentowane publiczności w maju 1909 roku w Towarzystwie Zachęty Sztuk Pięknych. Nabywcą został warszawski ekonomista i prawnik Stefan Dziewulski, dzieło pozostawało w jego kolekcji co najmniej do 1927 roku. Nie wiadomo, co się działo z obrazem do 2006 roku, kiedy to natrafiono na niego w Moskwie; kupił go kolekcjoner z Polski. Płótno należy do kolekcji Rytel, która jest prywatnym zbiorem dzieł sztuki założonym przez Roberta i Mariusza Rytlów.

## Charakterystyka
Obraz został namalowany techniką olejną na płótnie o wymiarach 81 na 116 cm, sygnowany w lewym dolnym rogu: JOZEF CHEŁMOŃSKI 1909. Zgodnie ze słowami artysty scena przedstawia śpiące dzieci w chałupie. U powały została zawieszona kołyska, koło której śpi starszy chłopczyk. Jest to jedno z nielicznych dzieł z przedstawieniami figuralnymi z tego okresu twórczości Chełmońskiego.
W tejże kompozycji malarz zastosował ciepłe zestawienia czerwieni z ochrą.